# 水糸
水糸（みずいと）は、建築工事などの際に水平線を示すために用いる糸。「水縄（みずなわ）」ともいう。

## 概要
レンガ、ブロック積工事や型枠工事など外構工事や建物の基礎工事などに際して必ず使用される。
水平線を出すには、「水盛り」という方法を使う。水盛り管という道具を使用するか、バケツに水を入れホースでサイフォンの原理を利用し、杭に水平を示す印をつけ、これに水糸を張る。